# Archaeobelodon
Archaeobelodon — вимерлий рід хоботних родини Amebelodontidae, який мешкав у Європі та Північній Африці (Єгипет) протягом міоцену з 16,9 до 16,0 млн. років.
Археобелодон був предком Platybelodon та Amebelodon. Археобелодон мав хобот і бивні. Він досяг ваги приблизно 2305–3477 кг, будучи меншим за сучасного слона.